# Filmfestival van Venetië 2024
Het 81ste Filmfestival van Venetië was een internationaal filmfestival dat plaats vond in Venetië, Italië van 28 augustus tot en met 7 september 2024. De Italiaanse actrice en model Sveva Alviti was gastvrouw van de openings- en slotceremonie.
Op 8 mei 2024 werd aangekondigd dat de Franse actrice Isabelle Huppert de rol van juryvoorzitter op zich zou nemen.
De Australische filmmaker Peter Weir en de Amerikaanse actrice Sigourney Weaver ontvingen tijdens het festival de "Gouden Leeuw voor Lifetime Achievement". The Room Next Door van Pedro Almodóvar won de Gouden Leeuw.
Beetlejuice Beetlejuice, geregisseerd door Tim Burton, werd geselecteerd als openingsfilm van het festival.

## Jury

### Internationale competitie (Venezia 81)[7]
| Naam    | Naam                              | Beroep                                                  | Land                |
| ------- | --------------------------------- | ------------------------------------------------------- | ------------------- |
| nothumb | Isabelle Huppert (juryvoorzitter) | Actrice, filmproducent                                  | Frankrijk           |
| nothumb | James Gray                        | Filmregisseur, scenarioschrijver                        | Verenigde Staten    |
| nothumb | Andrew Haigh                      | Filmregisseur, scenarioschrijver                        | Verenigd Koninkrijk |
| nothumb | Agnieszka Holland                 | Filmregisseur, scenarioschrijver                        | Polen               |
| nothumb | Kleber Mendonça Filho             | Filmregisseur, scenarioschrijver, producent en criticus | Brazilië            |
| nothumb | Abderrahmane Sissako              | Regisseur, scenarioschrijver, producent                 | Mauritanië          |
| nothumb | Giuseppe Tornatore                | Filmregisseur                                           | Italië              |
| nothumb | Julia von Heinz                   | Filmregisseur, scenarioschrijver                        | Duitsland           |
| nothumb | Zhang Ziyi                        | Actrice                                                 | China               |

### Horizons (Orizzonti)
- Debra Granik, Amerikaans filmmaker - juryvoorzitter[8]
- Ali Asgari, Iraans filmmaker en producer
- Soudade Kaadan, Syrisch filmmaker
- Christos Nikou, Grieks filmmaker
- Tuva Novotny, Zweeds actrice en regisseur
- Gábor Reisz, Hongaars filmmaker
- Valia Santella, Italiaans filmmaker

### Venice Immersive
- Celine Daemen, Nederlands regisseur van van interdisciplinaire kunst - juryvoorzitter[9]
- Marion Burger, Frans production designer
- Adriaan Lokman, Nederlands kunstenaar

## Officiële selectie

### Binnen de internationale competitie (Venezia 81)
De volgende films werden geselecteerd voor de internationale competitie: De gearceerde film betreft de winnaar van de Gouden Leeuw.
| Originele titel          | Engelse titel                 | Regisseur(s)                        | Land                      |
| ------------------------ | ----------------------------- | ----------------------------------- | ------------------------- |
| Leurs enfants après eux  | And Their Children After Them | Zoran & Ludovic Boukherma           | Vlag van Frankrijk        |
| April                    | April                         | Déa Kulumbegashvili                 | -                         |
| Babygirl                 | Babygirl                      | Halina Reijn                        | Vlag van Verenigde Staten |
| Campo di Battaglia       | Battlefield                   | Gianni Amelio                       | Vlag van Italië           |
| The Brutalist            | The Brutalist                 | Brady Corbet                        | -                         |
| Diva Futura              | Diva Futura                   | Giulia Louise Steigerwalt           | Vlag van Italië           |
| Harvest                  | Harvest                       | Athina Rachel Tsangari              | -                         |
| Ainda Estou Aqui         | I’m Still Here                | Walter Salles                       | -                         |
| Joker: Folie à Deux      | Joker: Folie à Deux           | Todd Phillips                       | Vlag van Verenigde Staten |
| El jockey                | Kill the Jockey               | Luis Ortega                         | -                         |
| Kjærlighet               | Love                          | Dag Johan Haugerud                  | Vlag van Noorwegen        |
| Maria                    | Maria                         | Pablo Larraín                       | -                         |
| The Order                | The Order                     | Justin Kurzel                       | Vlag van Canada           |
| Queer                    | Queer                         | Luca Guadagnino                     | -                         |
| Jouer avec le feu        | The Quiet Son                 | Delphine en Muriel Coulin           | Vlag van Frankrijk        |
| The Room Next Door       | The Room Next Door            | Pedro Almodóvar                     | Vlag van Spanje           |
| Iddu                     | Sicilian Letters              | Fabio Grassadonia en Antonio Piazza | -                         |
| 默视录                   | Stranger Eyes                 | Yeo Siew Hua                        | -                         |
| Trois Amies              | Three Friends                 | Emmanuel Mouret                     | Vlag van Frankrijk        |
| Vermiglio                | Vermiglio                     | Maura Delpero                       | -                         |
| Qing chun gui (青春：归) | Youth (Homecoming)            | Wang Bing                           | -                         |

### Buiten competitie
De volgende films werden geselecteerd om buiten competitie te worden vertoond:
| Originele titel                                        | Engelse titel                                          | Regisseur(s)                                                 | Land                         |
| Fictie                                                 | Fictie                                                 | Fictie                                                       | Fictie                       |
| ------------------------------------------------------ | ------------------------------------------------------ | ------------------------------------------------------------ | ---------------------------- |
| Allégorie Citadine (korte film)                        | Allégorie Citadine (korte film)                        | Alice Rohrwacher en JR                                       | Vlag van Frankrijk           |
| Baby Invasion                                          | Baby Invasion                                          | Harmony Korine                                               | Vlag van Verenigde Staten    |
| Beetlejuice Beetlejuice (openingsfilm)                 | Beetlejuice Beetlejuice (openingsfilm)                 | Tim Burton                                                   | Vlag van Verenigde Staten    |
| Broken Rage                                            | Broken Rage                                            | Takeshi Kitano                                               | Vlag van Japan               |
| Kuraudo (クラウド)                                     | Cloud                                                  | Kiyoshi Kurosawa                                             | Vlag van Japan               |
| Finalement                                             | Finalement                                             | Claude Lelouch                                               | Vlag van Frankrijk           |
| Horizon: An American Saga – Chapter 1                  | Horizon: An American Saga – Chapter 1                  | Kevin Costner                                                | Vlag van Verenigde Staten    |
| Horizon: An American Saga – Chapter 2                  |                                                        | Kevin Costner                                                | Vlag van Verenigde Staten    |
| Il tempo che ci vuole                                  | Il tempo che ci vuole                                  | Francesca Comencini                                          | -                            |
| Maldoror                                               | Maldoror                                               | Fabrice Du Welz                                              | -                            |
| L'Orto Americano (slotfilm)                            | L'Orto Americano (slotfilm)                            | Pupi Avati                                                   | Vlag van Italië              |
| Phantosmia                                             | Phantosmia                                             | Lav Diaz                                                     | Vlag van Filipijnen          |
| Se Posso Permettermi Capitolo II (korte film)          | Se Posso Permettermi Capitolo II (korte film)          | Marco Bellocchio                                             | Vlag van Italië              |
| Wolfs                                                  | Wolfs                                                  | Jon Watts                                                    | Vlag van Verenigde Staten    |
| Non-fictie                                             |                                                        |                                                              |                              |
| 2073                                                   | 2073                                                   | Asif Kapadia                                                 | Vlag van Verenigd Koninkrijk |
| Apocalipse nos Trópicos                                | Apocalypse in the Tropics                              | Petra Costa                                                  | Vlag van Brazilië            |
| Bestiari, Ernadi, Lapidari                             | Bestiari, Ernadi, Lapidari                             | Massimo d’Anolfi, Martina Parenti                            | -                            |
| Israel Palestina pa Svensk TV 1958-1989                | Israel Palestina on Swedish TV 1958-1989               | Göran Hugo Olsson                                            | -                            |
| One to One: John & Yoko                                | One to One: John & Yoko                                | Kevin Macdonald, Sam Rice-Edwards                            | Vlag van Verenigd Koninkrijk |
| Riefenstahl                                            | Riefenstahl                                            | Andres Veiel                                                 | Vlag van Duitsland           |
| Russians at War                                        | Russians at War                                        | Anastasia Trofimova                                          | -                            |
| Separated                                              | Separated                                              | Errol Morris                                                 | -                            |
| Pisni zemli, shcho povilno                             | Songs of Slow Burning Earth                            | Olha Zhurba                                                  | -                            |
| Twst - Things we Said Today                            | Twst - Things we Said Today                            | Andrei Ujică                                                 | -                            |
| Why War                                                | Why War                                                | Amos Gitai                                                   | -                            |
| Televisieseries                                        |                                                        |                                                              |                              |
| Disclaimer (7 afleveringen)                            | Disclaimer (7 afleveringen)                            | Alfonso Cuarón                                               | -                            |
| Los Años Nuevos (10 afleveringen)                      | Los Años Nuevos (10 afleveringen)                      | Rodrigo Sorogoyen, Sandra Romero, David Martín de los Santos | Vlag van Spanje              |
| Familier som vores (7 afleveringen)                    | Families Like Ours                                     | Thomas Vinterberg                                            | -                            |
| M. Il figlio del secolo (8 afleveringen)               | M. Son of the Century                                  | Joe Wright                                                   | -                            |
| Special Screenings                                     |                                                        |                                                              |                              |
| Beauty Is Not a Sin (korte film)                       | Beauty Is Not a Sin (korte film)                       | Nicolas Winding Refn                                         | -                            |
| Leopardi. Il Poeta Dell’Infinito                       | Leopardi. Il Poeta Dell’Infinito                       | Sergio Rubini                                                | Vlag van Italië              |
| Master and Commander: The Far Side of the World (2003) | Master and Commander: The Far Side of the World (2003) | Peter Weir                                                   | Vlag van Verenigde Staten    |

### Horizons (Orizzonti)
De volgende films werden geselecteerd voor het Orizzonti-onderdeel van de internationale competitie.De gearceerde film betreft de winnaar van de Orizzonti-prijs voor beste film.
| Originele titel                 | Engelse titel                     | Regisseur(s)               | Land                      |
| ------------------------------- | --------------------------------- | -------------------------- | ------------------------- |
| Aïcha                           | Aïcha                             | Mehdi Barsaoui             | -                         |
| L’Attachement                   | L’Attachement                     | Carine Tardieu             | -                         |
| Carissa                         | Carissa                           | Jason Jacobs, Delmar Devon | Vlag van Zuid-Afrika      |
| Diciannove                      | Diciannove                        | Giovanni Tortorici         | -                         |
| Familia                         | Familia                           | Francesco Costabile        | Vlag van Italië           |
| Familiar Touch                  | Familiar Touch                    | Sarah Friedland            | Vlag van Verenigde Staten |
| Happyend                        | Happyend                          | Neo Sora                   | -                         |
| Yin’Ād Aliku                    | Happy Holidays                    | Scandar Copti              | -                         |
| Marco, the Invented Truth       | Marco, the Invented Truth         | Jon Garaño, Aitor Arregi   | Vlag van Spanje           |
| Mistress Dispeller              | Mistress Dispeller                | Elizabeth Lo               | -                         |
| Mon Inséparable                 | Mon Inséparable                   | Anne-Sophie Bailly         | Vlag van Frankrijk        |
| Anul Nou Care N-A Fost          | The New Year That Never Came      | Bogdan Muresanu            | -                         |
| Nonostante (openingsfilm)       | Nonostante (openingsfilm)         | Valerio Mastandrea         | Vlag van Italië           |
| Al Klavim Veanashim             | Of Dogs and Men                   | Dani Rosenberg             | -                         |
| Hemme’nin Öldügü Günlerden Biri | One of Those Days When Hemme Dies | Murat Fıratoğlu            | Vlag van Turkije          |
| Pavements                       | Pavements                         | Alex Ross Perry            | Vlag van Verenigde Staten |
| Pooja, Sir                      | Pooja, Sir                        | Deepak Rauniyar            | -                         |
| Quiet Life                      | Quiet Life                        | Alexandros Avranas         | -                         |
| Wishing on a Star               | Wishing on a Star                 | Peter Kerekes              | -                         |

### Horizons Extra (Orizzonti Extra)
De volgende films werden geselecteerd voor het Orizzonti Extra-onderdeel van de internationale competitie.
| Originele titel                            | Engelse titel                    | Regisseur(s)                         | Land                      |
| ------------------------------------------ | -------------------------------- | ------------------------------------ | ------------------------- |
| After Party                                | After Party                      | Vojtĕch Strakatý                     | Vlag van Tsjechië         |
| Edge of Noght                              | Edge of Noght                    | Türker Süer                          | -                         |
| King Ivory                                 | King Ivory                       | John Swab                            | Vlag van Verenigde Staten |
| Le Mohican                                 | Le Mohican                       | Frédéric Farrucci                    | Vlag van Frankrijk        |
| Al Bahs an Manfaz i Khoroug al Sayed Rambo | Seeking Heaven For Mr. Rambo     | Khaled Mansour                       | -                         |
| September 5 (openingsfilm)                 | September 5 (openingsfilm)       | Tim Fehlbaum                         | Vlag van Duitsland        |
| La storia del Frank e della Nina           | La storia del Frank e della Nina | Paola Randi                          | -                         |
| Vittoria                                   | Vittoria                         | Alessandro Cassigoli, Casey Kauffman | Vlag van Italië           |
| Shahed                                     | The Witness                      | Nader Saeivar                        | -                         |

### Venice Immersive
Dit onderdeel is volledig gewijd aan immersieve media, waaronder virtual reality en augmented reality. De volgende projecten werden geselecteerd voor dit onderdeel van de Biennale van Venetië. De gearceerde film betreft de winnaar van de hoofdprijs van deze sectie.
| Engelse titel                                     | Originele titel                                | Regisseur(s)                                                                                            | Land                         |
| In de competitie                                  | In de competitie                               | In de competitie                                                                                        | In de competitie             |
| ------------------------------------------------- | ---------------------------------------------- | --- | ---------------------------- |
| Address Unknown: Fukushima Now                    | 住所不明：福島今                               | Arif Khan                                                                                               | -                            |
| All I Know About Teacher Li                       | All I Know About Teacher Li                    | Zhuzmo                                                                                                  | Vlag van Verenigde Staten    |
| The Art of Change                                 | The Art of Change                              | Simone Fougnier, Vincent Rooijers                                                                       | -                            |
| A Simple Silence                                  | A Simple Silence                               | Craig Quintero                                                                                          | Vlag van Chinees Taipei      |
| Bodies of Water                                   | Une Eau la Nuit                                | Chélanie Beaudin-Quintin, Caroline Laurin-Beaucage                                                      | Vlag van Canada              |
| Ceci est Mon Coeur                                | Ceci est Mon Coeur                             | Stéphane Hueber-Blies, Nicolas Blies                                                                    | -                            |
| Champ de Bataille                                 | Champ de Bataille                              | François Vautier                                                                                        | -                            |
| Fragile Home                                      | Fragile Home                                   | Ondrej Moravec, Victoria Lopukhina                                                                      | Vlag van Tsjechië            |
| Free ur Head                                      | 放開你的頭腦                                   | Tung-Yen Chou                                                                                           | Vlag van Chinees Taipei      |
| The Guardians of Jade Mountain                    | 玉山守護者                                     | Hayoun Kwon                                                                                             | -                            |
| Impulse: Playing with Reality                     | Impulse: Playing with Reality                  | Barry Gene Murphy, May Abdalla                                                                          | -                            |
| In the Realm of Ripley                            | In the Realm of Ripley                         | Soo Eung Chuck Chae, Eun Jung Chae                                                                      | Vlag van Zuid-Korea          |
| Ito Meikyu                                        | Ito Meikyu                                     | Boris Labbé                                                                                             | -                            |
| Mamie Lou                                         | Mamie Lou                                      | Isabelle Andreani                                                                                       | -                            |
| Mammary Mountain                                  | Mammary Mountain                               | Tara Baoth Mooney, Camille C. Baker, Maf'j Alvarez                                                      | -                            |
| Mobile Suit Gundam: Silver Phantom                | 機動戦士ガンダム 銀灰の幻影                    | Kenichi Suzuki                                                                                          | -                            |
| Oto's Planet                                      | Oto's Planet                                   | Gwenael François                                                                                        | -                            |
| Play Life                                         | Žaisti Gyvenima                                | Zilvinas Naujokas, Vilius Petrauskas, Mantas Pronckus, Donatas Ulvydas, Algis Krisciunas, Darius Zickus | Vlag van Litouwen            |
| Project: Lost Worlds                              | Project: Lost Worlds                           | Fins | Vlag van Verenigde Staten    |
| Project_Y: Working Title                          | Project_Y: Working Title                       | Yuzo Sugano, Shingo Yoshimura, Toshiki Sakamoto, Taro Hirai                                             | Vlag van Japan               |
| Pudica                                            | Pudica                                         | Keisuke Itoh                                                                                            | Vlag van Japan               |
| Rencontres                                        | 漫步源雨㵵                                     | Mathieu Pradat                                                                                          | -                            |
| Strangeways                                       | Strangeways                                    | Adam Lieber, Chris Bianchi                                                                              | -                            |
| Symbiosis /\ Dybiosis: Sentience                  | Symbiosis /\ Dybiosis: Sentience               | Tosca Terán, Brenda Lehman, Andrei Gravelle, Sven Steffens                                              | -                            |
| Uncanny Alley: A New Day                          | Uncanny Alley: A New Day                       | Stephen Buchko, Rick Treweek                                                                            | -                            |
| Un Soir Avec les Impressionnistes, Paris 1874     | Un Soir Avec les Impressionnistes, Paris 1874  | Pierre Gable                                                                                            | Vlag van Frankrijk           |
| Best of Immersive - Buiten de competitie          |                                                | |                              |
| Turbulence: Jamais Vu                             | Turbulence: Jamais Vu                          | Ben Joseph Andrews, Emma Roberts                                                                        | Vlag van Australië           |
| What If...? - An Immersive Story                  | What If...? - An Immersive Story               | Dave Bushore                                                                                            | Vlag van Verenigde Staten    |
| 40 Days Without the Sun                           | 40 Dias Sem o Sol                              | Joao Furia                                                                                              | Vlag van Brazilië            |
| Nightmara: Episode 3                              | Nightmara: Episode 3                           | Gianpaolo Gonzalez                                                                                      | Vlag van Verenigde Staten    |
| Astra                                             | Astra                                          | Eliza McNitt                                                                                            | -                            |
| Adventure                                         | Adventure                                      | Charlotte Mikkelborg, Elliot Graves                                                                     | Vlag van Verenigd Koninkrijk |
| Riven                                             | Riven                                          | Rand Miller, Richard Wende, Hannah Gamiel, Eric Anderson, Tony Fryman                                   | Vlag van Verenigde Staten    |
| Museum Alive Immersive with David Attenborough    | Museum Alive Immersive with David Attenborough | Bhaumik Patel                                                                                           | Vlag van Verenigd Koninkrijk |
| Telos I                                           | Telos I                                        | Emil Dam Seidel, Dorotea Saykaly                                                                        | -                            |
| The 7th Guest VR                                  | The 7th Guest VR                               | Paul van der Meer                                                                                       | Vlag van Nederland           |
| Biennale College Cinema VR - Buiten de competitie |                                                | |                              |
| Bellow Deck                                       | Bellow Deck                                    | Martina Mahlknecht, Martin Prinoth                                                                      | -                            |
| Duchampiana                                       | Duchampiana                                    | Lilan Hess                                                                                              | -                            |
| Earths to Come                                    | Earths to Come                                 | Rose Bond                                                                                               | Vlag van Verenigde Staten    |
| Echoes of Ash Valley                              | Echoes of Ash Valley                           | Shu Zhu                                                                                                 | Vlag van Verenigde Staten    |
| Garden Alchemy                                    | Garden Alchemy                                 | Michelle Kranot, Uri Kranot                                                                             | Vlag van Denemarken          |
| The Gossips's Chronicles                          | The Gossips's Chronicles                       | Corinne Mazzoli                                                                                         | Vlag van Italië              |
| Somewhere Unknown in Indochina                    | 中南半島未知某處                               | Asio Chihsiung Liu, Feng Ting Tsou                                                                      | -                            |

## Prijzen

### Binnen de competitie
- Gouden Leeuw: The Room Next Door van Pedro Almodóvar
- Zilveren Leeuw - Grote Juryprijs: Vermiglio van Maura Delpero
- Speciale Juryprijs: April van Déa Kulumbegashvili
- Zilveren Leeuw voor beste regisseur: Brady Corbet voor The Brutalist
- Coppa Volpi voor beste acteur: Vincent Lindon in Jouer avec le feu
- Coppa Volpi voor beste actrice: Nicole Kidman in Babygirl
- Premio Osella voor beste scenario: Murilo Hauser en Heitor Lorega voor Ainda Estou Aqui
- Premio Marcello Mastroianni voor beste beloftevolle acteur/actrice: Paul Kircher in Leurs enfants après eux

### Horizons (Orrizonti)
- Beste film: Anul Nou care n-a fost van Bogdan Mureșanu
- Best regisseur: Sarah Friedland voor Familiar Touch
- Speciale juryprijs: Hemme’nin Öldügü Günlerden Biri van Murat Fıratoğlu
- Beste actrice: Kathleen Chalfant in Familiar Touch
- Best acteur: Francesco Gheghi in Francesco Gheghi
- Best scenario: Scandar Copti voor Yin’Ād Aliku
- Best korte film: Who Loves the Sun van Arshia Shakiba

### Horizons Extra (Orizzonti Extra)
- Publieksprijs': Shahed van Nader Saeivar

### Venice Immersive
- Venice Immersive Grand Prize: Ito Meikyu van Boris Labbé
- Venice Immersive Special Jury Prize: Oto's Planet van Gwenael François
- Venice Immersive Achievement Prize: Impulse: Playing with Reality van Barry Gene Murphy en May Abdalla

### Speciale prijzen
- Gouden Leeuw voor Lifetime Achievement: Peter Weir en Sigourney Weaver.
- Queer Lion: Alma del desierto van Mónica Taboada-Tapia[13]
- Luigi De Laurentis-prijs voor beste debuutfilm: Familiar Touch van Sarah Friedland